# 与那原駅
与那原駅（よなばるえき）は、かつて沖縄県島尻郡大里村与那原（現在の沖縄県与那原町与那原）に存在した沖縄県営鉄道与那原線の鉄道駅（廃駅）で、同線の終点であった。

## 概要
1915年（大正4年）1月20日、与那原線の那覇・与那原間開通と同時に開業した。当駅は北方から海路で輸送された物資を那覇市内に運搬するために利用されるなど、物流で繁華した与那原の住民の生活を支えた。1921年（大正10年）3月6日には、当駅から那覇駅までヨーロッパを歴訪した帰りの皇太子裕仁（当時。後の昭和天皇）のためのお召し列車が運行された。
沖縄戦による線路の破壊のため、1945年（昭和20年）3月28日頃に事実上廃止された。駅舎は1931年（昭和6年）に駅舎がコンクリート造に建て替えられていたため、全壊は避けられた。しかし、沖縄戦の戦禍によって大きな被害を受けたことに変わりはなく、戦後に残ったのは一部の線路と、駅舎の9本の柱だけであった。
戦後、旧駅舎は補修した上で役場や消防署、農協として使われた後、農協の移転と与那原線の開業100周年を記念して2014年（平成26年）に駅舎が復元されており、2017年（平成29年）6月16日には国の登録記念物へ登録された。

## 隣の駅
沖縄県営鉄道
与那原線
大里駅 - 与那原駅